# Liste des épisodes d'Orphan Black
La liste des épisodes de Orphan Black, série télévisée canadienne, est constituée de 50 épisodes de 42 minutes, diffusés simultanément du 30 mars 2013 au 12 août 2017 sur Space au Canada et sur BBC America aux États-Unis.
Créée par Graeme Manson et John Fawcett, la série se concentre sur Sarah, qui revient dans sa ville natale après des mois d’absence. Après avoir assisté au suicide de son sosie, elle décide d'en prendre l'identité, et fait la découverte de plusieurs femmes de différentes personnalités mais avec le même visage qu'elle.

## Panorama des saisons
| Saison | Nombre d'épisodes | Diffusion originale sur Space | Diffusion originale sur Space | Diffusion originale sur Space |
| Saison | Nombre d'épisodes | Année                         | Début de saison               | Fin de saison                 |
| ------ | ----------------- | ----------------------------- | ----------------------------- | ----------------------------- |
| 1      | 10                | 2013                          | 30 mars 2013                  | 1er juin 2013                 |
| 2      | 10                | 2014                          | 19 avril 2014                 | 21 juin 2014                  |
| 3      | 10                | 2015                          | 18 avril 2015                 | 20 juin 2015                  |
| 4      | 10                | 2016                          | 14 avril 2016                 | 16 juin 2016                  |
| 5      | 10                | 2017                          | 10 juin 2017                  | 12 août 2017                  |

## Liste des épisodes

### Première saison (2013)
1. Sélection naturelle (Natural Selection)
2. Instinct (Instinct)
3. De la variation à l'état de nature (Variation Under Nature)
4. Le Lien (Effects of External Conditions)
5. Conditions d'existence (Conditions of Existence)
6. Questions en suspens (Variations Under Domestication)
7. L'Évolution auto-contrôlée (Parts Developed in an Unusual Manner)
8. Une ressemblance troublante (Entangled Bank)
9. Sélection inconsciente (Unconscious Selection)
10. Une quantité infinie de belles formes (Endless Forms Most Beautiful)

En version originale, chaque épisode a pour titre une citation de L'Origine des espèces de Charles Darwin. Le titre du premier épisode Natural Selection (sélection naturelle) est le titre du 4e chapitre ; celui du dernier épisode correspond à la dernière phrase du livre. Les titres français des épisodes 4 et 6 ne reprennent pas ces citations.

### Deuxième saison (2014)
La deuxième saison est diffusée depuis le 19 avril 2014 sur Space et en simultané sur BBC America.
1. La Nature sous contrôle (Nature Under Constraint and Vexed)
2. Raison et Religion (Governed by Sound Reason and True Religion)
3. Mélange de genre (Mingling Its Own Nature With It)
4. Le Projet Leda (Governed as It Were by Chance)
5. Savoir, c'est pouvoir (Ipsa Scientia Potestas)
6. L'Homme-cygne manque (To Hound Nature in Her Wanderings)
7. La Petite Boite rouge (Knowledge of Causes, and Secret Motion of Things)
8. Le Nouveau Clone (Variable and Full of Perturbation)
9. Cas de conscience (Things Which Have Never Yet Been Done)
10. Capitulation sans condition (By Means Which Have Never Yet Been Tried)

En version originale, chaque épisode a pour titre une citation tirée de l'œuvre de Francis Bacon.

### Troisième saison (2015)
La troisième saison est diffusée depuis le 18 avril 2015 sur Space et en simultané sur BBC America.
1. La Guerre des clones (The Weight Of This Combination)
2. Décisions de crise (Transitory Sacrifices of Crisis)
3. Les Liens du sang (Formalized, Complex, and Costly)
4. L'Enfant miracle (Newer Elements of Our Defense)
5. Les Cicatrices des frustrations passées (Scarred by Many Past Frustrations)
6. L'Agonie (certaine) du champ de bataille (Certain Agony of the Battlefield)
7. Une Redoutable communauté de crainte et de haine (Community of Dreadful Fear and Hate)
8. Association d'ennemis (Ruthless in Purpose, and Insidious in Method)
9. Le Fantôme de demain (Insolvent Phantom of Tomorrow)
10. La Suprématie de la Néolution (History Yet to Be Written)

En version originale, chaque épisode a pour titre une citation du discours de fin de mandat de Dwight D. Eisenhower.

### Quatrième saison (2016)
Elle est diffusée depuis le 14 avril 2016 sur Space et en simultané sur BBC America.
1. Erreur de jugement (The Collapse of Nature)
2. Retour au pays (Transgressive Border Crossing)
3. Corps étranger (The Stigmata of Progress)
4. Révélations (From Instinct to Rational Control)
5. Ressources humaines (Human Raw Material)
6. Le Scandale de l'altruisme (The Scandal of Altruism)
7. L'Antisocialisme du sexe (The Antisocialism of Sex)
8. La Transformation d'objets naturels (The Redesign of Natural Objects)
9. L'union fait la force (The Mitigation of Competition)
10. Des souris et des psychopathes (From Dancing Mice to Psychopaths)

En version originale, chaque épisode a pour titre une citation tirée des essais de Donna Haraway.

### Cinquième saison (2017)
Elle est diffusée depuis le 10 juin 2017 sur Space,.
1. Ceux qui osent (The Few Who Dare)
2. Les Griffes de la convoitise (Clutch of Greed)
3. Sous son cœur (Beneath Her Heart)
4. Les Femmes et les enfants d'abord (Let the Children & the Childbearers Toil)
5. Millionnaires oisifs (Ease for Idle Millionaires)
6. Expérimental (Manacled Slim Wrists)
7. Museler ou étrangler (Gag or Throttle)
8. Guillotines (Guillotines Decide)
9. Servitude (One Fettered Slave)
10. Final: L'ultime combat (To Right the Wrongs of Many)

En version originale, les titres des épisodes sont tirés du poème 1695 écrit par Ella Wheeler Wilcox.